# Kirchhundem
Kirchhundem est une commune de Rhénanie-du-Nord-Westphalie (Allemagne), située dans l'arrondissement d'Olpe, dans le district d'Arnsberg, dans le Landschaftsverband de Westphalie-Lippe. Elle est connue pour son château Adolfsburg construit dans le dernier tiers du XVIIe siècle.

## Personnalités liées à la ville
- Johann Friedrich Joseph Sommer (1793-1856), homme politique né à Kirchhundem.
- Caspar August Neuhaus (1860-1926), homme politique né à Welschen Ennest.
- Joachim Grünewald (1933-2012), homme politique né à Kirchhundem.
- Paul Josef Cordes (1934-2024), cardinal né à Kirchhundem.
- Hartmut Schauerte (1944-), homme politique né à Kirchhundem.